# رابطة الثقافة والعلاقات الاسلامیة

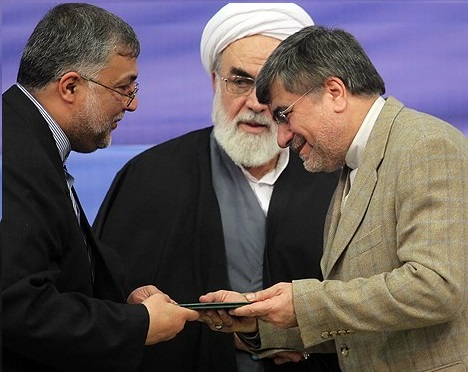
أبوذر إبراهيمي تركمان (رئيس المنظمة)

رابطة الثقافة والعلاقات الاسلامیة هي إحدى المنظمات الإيرانية التابعة لوزارة الثقافة والإرشاد الإسلامي؛ وقد تم تأسيسها في عام 1995. تتمثل المسؤولية الرئيسية لرابطة الثقافة والعلاقات الاسلامیة في مجال الأنشطة الثقافية (خارج البلاد). أبوذر إبراهيمي تركمان هو رئيس المنظمة.

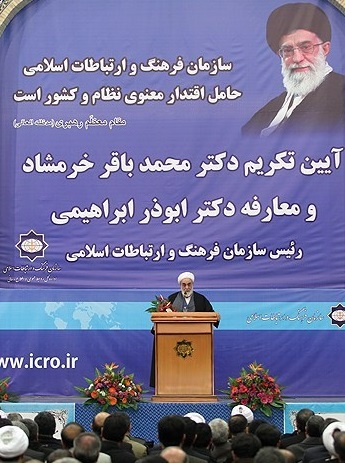
لقاء وداع / تعريفي لرئيس رابطة الثقافة والعلاقات الاسلامیة

من بين أهداف «رابطة الثقافة والعلاقات الاسلامیة» باختصار كما يلي:
توسيع / تعزيز العلاقات الثقافية مع مختلف الشعوب والجماعات العرقية، ولا سيما مع الدول الإسلامية؛ توفير مواقف للوحدة بين مسلمي العالم؛ التقديم الصحيح لمدرسة أهل البيت في موضوع العقيدة / الفقه / الأخلاق؛ وهكذا دواليك.

## أعضاء
رابطة الثقافة والعلاقات الاسلامیة لها دعامتان، رئيس المنظمة و «المجلس الأعلى». يتألف المجلس الأعلى من 11 عضوا يتم تعيينهم بمرسوم صادر عن المرشد الأعلى لإيران السيد علي خامنئي. بما فيها:
- ثلاث شخصيات علمية / ثقافية يختارها المرشد الأعلى؛ نائب العلاقات الدولية في مكتب المرشد الأعلى لإيران؛ ورئيس المنظمة.
- وزير الثقافة والإرشاد الإسلامي (رئيس المجلس) ووزير الخارجية .
- رئيس إذاعة جمهورية إيران الإسلامية .
- رئيس المنظمة الإسلامية للتنمية.
- الأمين العام للمنتدى العالمي لقرب المذاهب الإسلامية[16]